# RFXAP
RFXAP (англ. Regulatory factor X associated protein) – білок, який кодується однойменним геном, розташованим у людей на короткому плечі 13-ї хромосоми. Довжина поліпептидного ланцюга білка становить 272 амінокислот, а молекулярна маса — 28 232.
| 10         |  | 20         |  | 30         |  | 40         |  | 50         |
| ---------- |  | ---------- |  | ---------- |  | ---------- |  | ---------- |
| MEAQGVAEGA |  | GPGAASGVPH |  | PAALAPAAAP |  | TLAPASVAAA |  | ASQFTLLVMQ |
| PCAGQDEAAA |  | PGGSVGAGKP |  | VRYLCEGAGD |  | GEEEAGEDEA |  | DLLDTSDPPG |
| GGESAASLED |  | LEDEETHSGG |  | EGSSGGARRR |  | GSGGGSMSKT |  | CTYEGCSETT |
| SQVAKQRKPW |  | MCKKHRNKMY |  | KDKYKKKKSD |  | QALNCGGTAS |  | TGSAGNVKLE |
| ESADNILSIV |  | KQRTGSFGDR |  | PARPTLLEQV |  | LNQKRLSLLR |  | SPEVVQFLQK |
| QQQLLNQQVL |  | EQRQQQFPGT |  | SM         |  |            |  |            |

A: Аланін

C: Цистеїн

D: Аспарагінова кислота

E: Глутамінова кислота

F: Фенілаланін

G: Гліцин

H: Гістидин

I: Ізолейцин

K: Лізин

L: Лейцин

M: Метіонін

N: Аспарагін

P: Пролін

Q: Глутамін

R: Аргінін

S: Серин

T: Треонін

V: Валін

W: Триптофан

Кодований геном білок за функцією належить до фосфопротеїнів. 
Білок має сайт для зв'язування з ДНК. 
Локалізований у ядрі.